# SRH Hochschule für Gesundheit

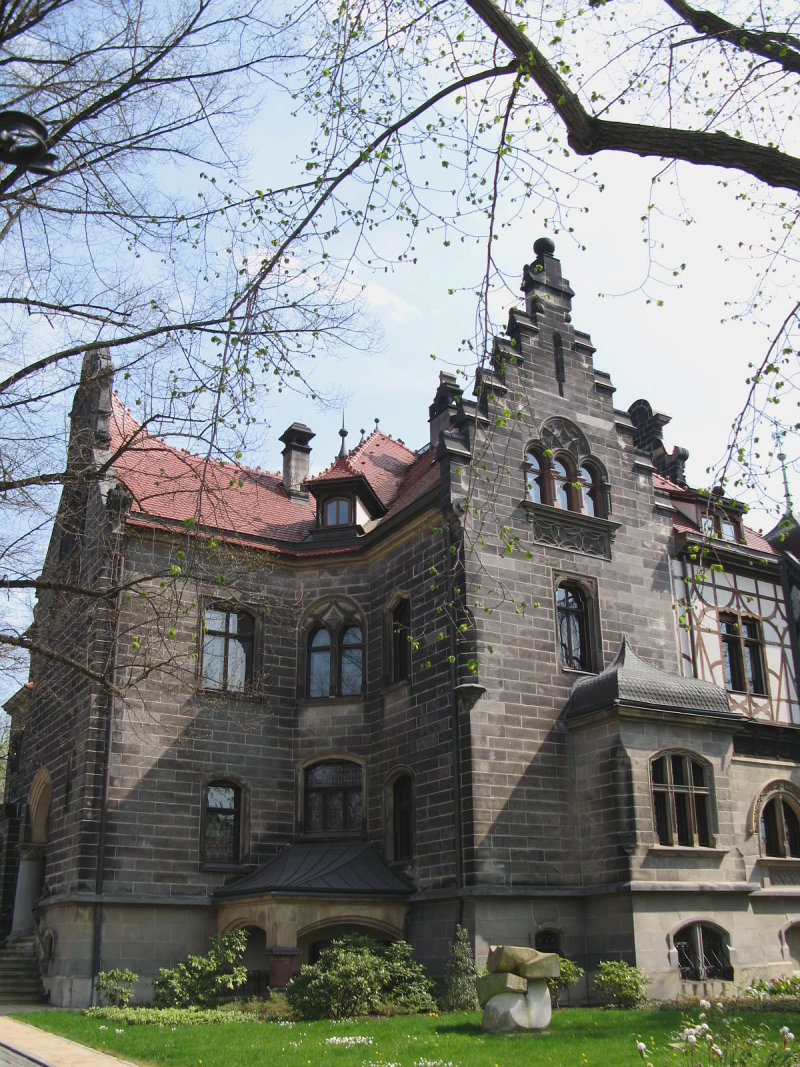
Früherer Standort der Hochschule: Villa Hirsch in Gera, Hermann-Drechsler-Straße 2

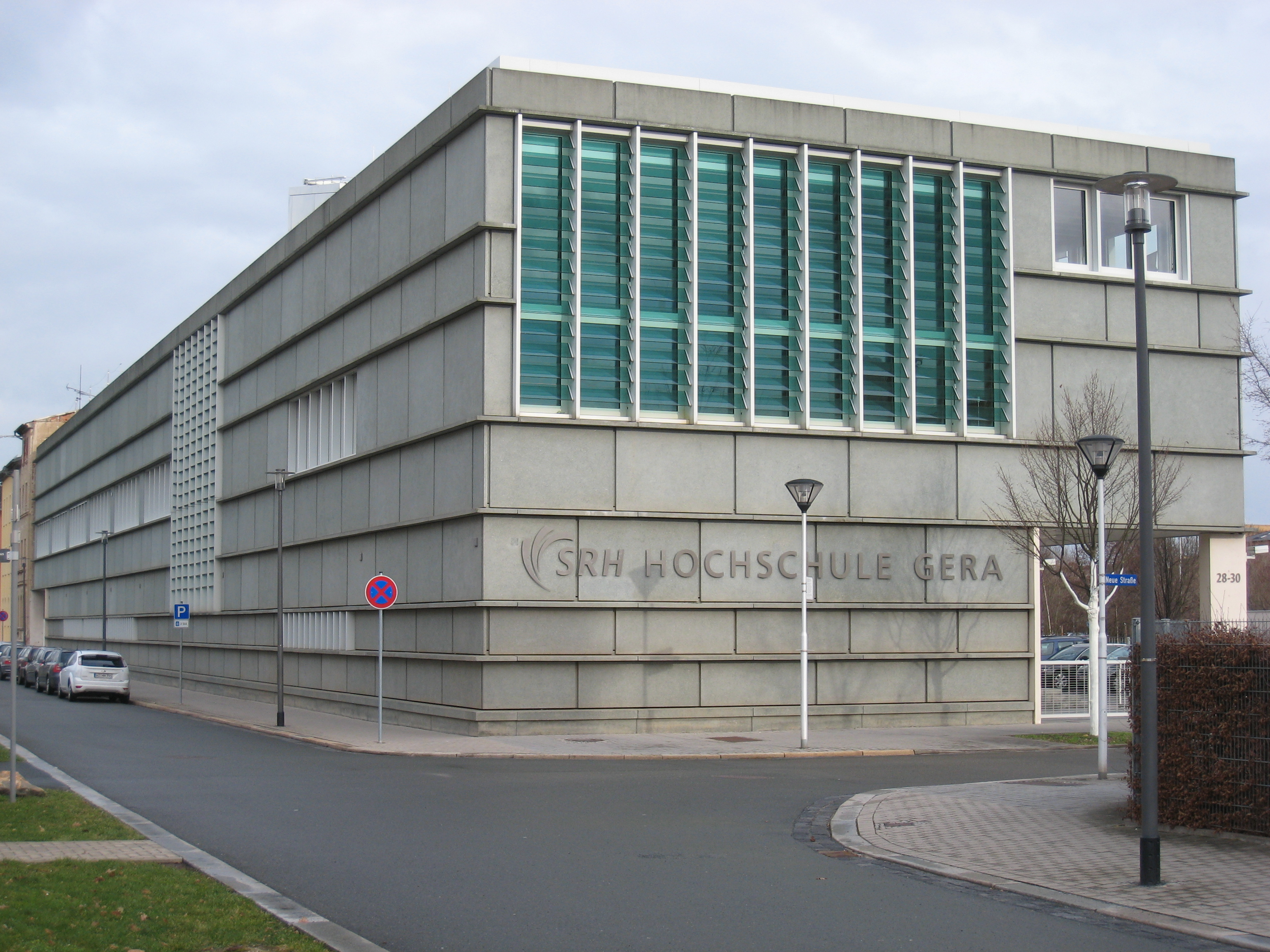
Heutiger Standort der Hochschule: Ehemaliges Landeszentralbankgebäude am Hofwiesenpark

Die SRH Hochschule für Gesundheit ist eine private, staatlich anerkannte, durch den Wissenschaftsrat institutionell akkreditierte Fachhochschule in Gera, Thüringen.

## Geschichte
Im Sommer 2006 wurde die SRH Hochschule für Gesundheit in Gera als Fachhochschule gegründet und im Frühjahr 2007 vom Freistaat Thüringen staatlich anerkannt. Im Wintersemester 2007 erfolgte die Aufnahme des Studienbetriebes. Im Jahr 2016 wurde sie zur SRH Hochschule für Gesundheit umbenannt und hat seitdem den Status einer Hochschule.

## Standort
Die Hochschule hatte bis Anfang 2014 ihren Sitz in der Villa Hirsch in Gera. Im März 2014 fand der Umzug in den neuen Campus, ein von David Chipperfield erbautes Gebäude, das ehemals die Geraer Filiale der Landeszentralbank beherbergte, statt. Außenstandorte der Hochschule befinden sich in Bamberg, Düsseldorf, Leverkusen, Bonn, Hamburg, Heide, Heidelberg, Stuttgart und Karlsruhe.

## Studiengänge
In den 25 Studiengängen waren im Sommersemester 2023 über 1.500 Studierende an der Hochschule eingeschrieben. Das Studienangebot orientiert sich an der zunehmenden Akademisierung von Gesundheitsberufen. Angeboten werden Bachelor- und Masterstudiengänge.

### Bachelorstudiengänge
- Computer Science, B. Sc.
- Computer Science – Health Informatics, B. Sc.[3]
- Dental Hygienist, B. Sc.[4]
- Ernährungstherapie und Ernährungsberatung, B. Sc.[5]
- Inklusive Kindheitspädagogik (0–12 Jahre), B. A.[6]
- International Business Administration, B. A.
- International Business Administration – Healthcare Management, B. A.
- Logopädie, B. Sc.[7]
- Medizinpädagogik, B. A.[8]
- Pflege, B. Sc.
- Physiotherapie B. Sc.[9]
- Physician Assistant, B. Sc.[10]
- Psychologie, B. Sc.[11]
- Soziale Arbeit, B. A.[12]

### Masterstudiengänge
- Arbeits- und Organisationspsychologie, M. Sc.[13]
- Gesundheits- und Sozialmanagement, M. A.[14]
- Neurorehabilitation, M. Sc.[15]
- Management im Gesundheitswesen, M. A.
- Medizin- und Gesundheitspädagogik, M. A.[16]
- Medizinische Ernährungswissenschaft und Ernährungstherapie, M. Sc.
- Personalpsychologie & Human Resource Management, M. A.
- Physician Assistant – Ambulante Versorgung, M. Sc.
- Physician Assistant – Klinische Notfallmedizin, M. Sc.
- Psychologie, M. Sc.[17]
- Systemische Beratung und Management, M. A.

## Fort- und Weiterbildung
Die Hochschule bietet aktuell insgesamt 12 Fort- und Weiterbildungen für Ärzte, Therapeuten und Pflegekräfte an.